# Manuel Marín
Manuel Marín González (Ciudad Real, 21. listopada 1949. - Madrid, 4. prosinca 2017.) bio je španjolski političar, bivši predsjednik Kongresa zastupnika Španjolske. Bio je dugogodišnji član Europske komisije i vršitelj dužnosti predsjednika tijekom Santerove komisije nakon ostavke Jacquesa Santera. Smatra se ocem programa ERASMUS.

## Životopis

### Rani život i početak karijere
Marín je rođen u Ciudad Realu, Castile-La Mancha. Studirao je pravo na madridskom Sveučilištu Complutense, a zatim je stekao diplomu iz prava Europske zajednice na Sveučilištu Nancy u Francuskoj i Potvrdu za napredne europske studije na Europskom koledžu u Brugesu u Belgiji. Od 1974. već je bio član Španjolske socijalističke radničke stranke (PSOE) i te je 1977. prvi put izabran za španjolski Kongres zastupnika, a reizabran je 1979. i 1982. zastupajući provinciju Ciudad Real. Tjekon njegovog parlamentarnog rada počeo se pokazivati interes za europske poslove. U španjolskom kongresu bio je član Odbora za obranu i vanjske poslove i postao je glasnogovornik PSOE-a u Odboru za vanjske poslove. Također je izabran za tajnika za međunarodnu politiku Saveznog odbora PSOE-a i potpredsjednik Unije socijalističkih stranaka Europske zajednice, kao i član Parlamentarne skupštine Vijeća Europe od 1. siječnja 1978. do 1. travnja 1983.

### Rad u Europskoj uniji
Nakon uspjeha socijalista na općim izborima u Španjolskoj 1982. Marín se pridružio vladi kao državni tajnik za odnose s Europskim zajednicama - zapravo, kao glavni pregovarač o prijemu Španjolske u Europske zajednice. Ovo je imenovanje bilo posebno značajno, jer su se uspješni pregovori interpretirali kao pečat odobravanja prijelaza Španjolske iz Francove diktature u istinsku parlamentarnu demokraciju. U tom smislu, jasna pobjeda PSOE-a na izborima 1982. pokazala je političku zrelost zemlje i dala Marínu politički argument potreban da ukaže na važnost španjolskog članstva, kako za Španjolsku, tako i šire, za cijelu Europu.
Pregovori su bili uspješni, a Španjolska se 1. siječnja pridružila Europskoj zajednici zajedno s Portugalom. Marín je nominiran za prvog člana Španjolske u Europskoj komisiji i glavnog povjerenika (veće su zemlje u to vrijeme nominirale dva europska povjerenika, općenito jednog iz vladajuće stranke i jednog iz oporbe ). Imenovan je za potpredsjednika Europske komisije, koja je bila prva Komisija kojom je predsjedao Jacques Delors. Marín je dobio portfelj socijalne skrbi, obrazovanja i zapošljavanja - predmeta kojima se do njegova dolaska (mandat prvog Delorsova povjerenstva započeo prethodne godine 1985.) bavio Peter Sutherland. Iako je Marín bio odgovoran za brojne važne inicijative (na primjer, bio je povjerenik odgovoran za predstavljanje prijedloga programa ERASMUS, koji i danas traje i stekao je status simbola europske integracije), njegov je glavni prioritet bio uspješna integracija Španjolske u život Europskih zajednica.
Manuel Marín je ponovno imenovan za drugo povjerenstvo Delorsa od 1989. do 1992. godine, ponovno za potpredsjednika, ali ovaj put s portfeljem koji ga je više zanimao: suradnjom u razvoju i zajedničkom politikom ribarstva. Iako se ova dva područja mogu činiti vrlo različitima, veza između njih leži u činjenici da su ribarske flote država članica Europske zajednice tradicionalno lovile u vodama mnogih zemalja u razvoju (posebno španjolska ribarska flota) i tom razdoblju pregovori o naknadama tim zemljama neizbježno su postali povezani sa širom razvojnom politikom Europske zajednice. Tijekom ovog mandata Marín se zanimao za odnose s Afrikom i često je tamo putovao u službene posjete.
Marín je imenovan i u treću Delorsovu komisiju (1993. – 1994.) s portfeljem za razvoj i suradnju, ekonomske vanjske odnose sa zemljama Južnog Mediterana, Južne Amerike, Azije, Afrike, Kariba i Tihog oceana i za humanitarnu pomoć.
Marinov posljednji mandat u Europskoj komisiji bio je kao član Santerove komisije od 1995. do 1999. Među promjenama koje je donio Ugovor iz Maastrichta bio je i izbor potpredsjednika Komisije od strane članova Komisije (ranije su ih zajednički izabirale vlade Europske zajednice). Marín je bio jedan od četiri kandidata za dva mjesta potpredsjednika, a izabran je iza Leona Brittana, pobijedivši Édith Cresson i Martina Bangemanna. Njegov portfelj u ovom potpredsjedničkom mandatu bio je "vanjski odnosi sa zemljama južnog Mediterana, Bliskog Istoka, Južne Amerike i Azije (osim Japana, Kine, Južne Koreje, Hong Konga, Makaa i Tajvana)", uključujući razvojnu pomoć. U tom su razdoblju poteškoće u provedbi  "mediteranske strategije" Europske unije pod njegovim vodstvom izazvale niz nikad potvrđenih pritužbi zbog nesposobnosti i prijevare.
Krajem 1998. povećale su se optužbe za nesposobnost, kronizam, nepotizam i prijevaru protiv Europske komisije. Predsjednik Jacques Santer odupirao se pokušajima razrješenja povjerenstva, ali u siječnju 1999. morao je pristati na imenovanje takozvanog "Odbora neovisnih stručnjaka" koji će istražiti rad i financije povjerenstva. Nakon što je odbor objavio izvješće, koje je (između ostalog) iznosilo kritike protiv Marínovog rada zbog nedostatka odgovornosti, Santerova komisija dala je jedinstvenu ostavku 15. ožujka 1999.
Marínova uloga u padu Santerove komisije još uvijek nije jasna. Snažno je napadnut bez jasnih dokaza za kronizam i nepotizam u Europskom parlamentu, no skupina stručnjaka nije našla nikakve dokaze za takve optužbe za sve članove osim Édith Cresson.
Nakon ostavke Santerove komisije, Marín je preuzeo dužnost privremenog predsjednika. Optužen je za privremeno predsjedanje po principu "njege i održavanja" do imenovanja nove komisije. Nova komisija na čelu s Romanom Prodijem konačno je imenovana u rujnu iste godine.

### Karijera nakon Europske unije
Nakon imenovanja Prodijeve komisije, Marín se vratio u Španjolsku. Izabran je kao zastupnik u parlamentu u Ciudad Realu na listi PSOE na općim izborima 12. ožujka 2000. i 14. ožujka 2004. U parlamentu je potom izabran i za predsjednika španjolskog Kongresa zastupnika. Također je bio član Globalne komisije za međunarodne migracije.
Manuel Marín bio je oženjen i imao je dvoje djece.

### Smrt
Manuel Marín je umro u Madridu 4. prosinca 2017. u 68. godini od raka pluća.

## Vanjske poveznice
Manuel Marín o Europskoj komisiji.